# Gabriel Heyman

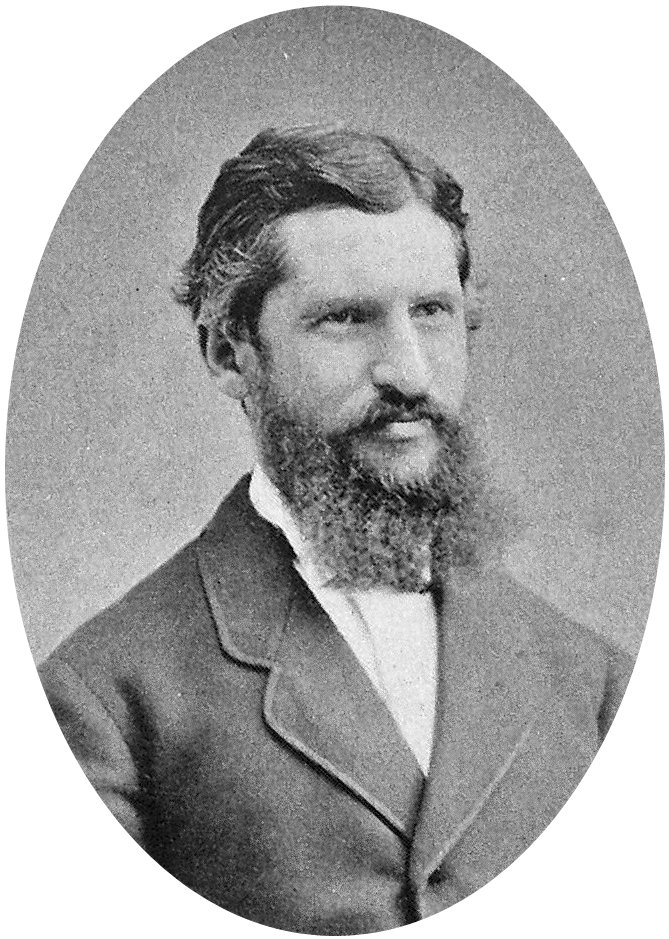
Gabriel Heyman

Gabriel Heyman, född 3 oktober 1828 i Göteborg, död 18 mars 1915 i Göteborg, var en svensk grosshandlare, bankman och kommunalpolitiker verksam i Göteborg. 

## Biografi
Gabriel Heyman var son till grosshandlaren Heyman Iacob Heyman och Gustava Schlesinger och gifte sig 1863 med Adèle Leman, dotter till handlanden John Leman och Emma Jacobsson, och de fick sonen Hjalmar John.
Efter avslutade studier började Heyman arbeta på kontoret till faderns firma och blev 1853 delägare i H.I. Heyman & Co. År 1869 drog han sig dock tillbaka ifrån de affärerna. Åren 1873–1876 var han ledamot av Göteborgs stadsfullmäktige och hade olika kommunala uppdrag, särskilt inom byggsektorn. Han var även ledamot i byggnadskommittén för Holtermanska sjukhuset 1890–1891. Vidare var han ledamot av styrelserna för Göteborgs Enskilda Bank, Göteborgs sparbank och Göteborgs handelsinstitut 1870–1896.
Han ägde och bebodde Heymanska villan på Vasagatan i Göteborg. Makarna Heyman är begravda på Gamla begravningsplatsen vid Svingeln i Göteborg.